# Ручићи
Ручићи су село у општини Горњи Милановац у Моравичком округу. Према попису из 2022. било је 46 становника. Удаљено је 16 км од Горњег Милановца, на старом путу за Љиг. Налази се на надморској висини од 300 до 600 м и на површини од 979 ха.
Село је некада припадало општини, школи и црквеној парохији у суседном селу Бољковци. Сеоска слава је Велики Спасовдан. У селу су се одржавали вашари сваког 7. септембра.

## Историја
Ручићи су постојали у средњовековној Србији као насеље кроз које је пролазио пут од Рудника за Ужице, који је назван Ужички пут. Село се првобитно звало Рујчићи, што асоцира на нешто рујно, на пример грожђе или вино. Претпоставља се да је у том насељу могло бити винограда.
Село је исељено пред турском најездом. Наново је насељено у 18. веку од стране досељеника из Старог Влаха, Црне Горе и Босне. У турским изворима први пут се помиње у попису од 1525. године као село Ружићи, које је тада имало 20 домова и „6 воденица које су радиле целе године”.
У ратовима у периоду од 1912. до 1918. године село је дало 82 ратника. Погинуло их је 43 а 39 је преживело.

## Демографија
У пописима село је 1910. године имало 465 становника, 1921. године 380, а 2002. године тај број је спао на 146.
У Ручићима живи 131 пунолетни становник, а просечна старост становништва износи 54,2 година (51,2 код мушкараца и 57,1 код жена). У насељу има 66 домаћинстава, а просечан број чланова по домаћинству је 2,18.
Ово насеље је у потпуности насељено Србима (према попису из 2002. године), а у последња три пописа, примећен је пад у броју становника.
|  |

| Демографија | Демографија | Демографија |
| Година      | Становника  | Становника  |
| ----------- | ----------- | ----------- |
| 1948.       | 542         |             |
| 1953.       | 539         |             |
| 1961.       | 502         |             |
| 1971.       | 384         |             |
| 1981.       | 323         |             |
| 1991.       | 205         | 199         |
| 2002.       | 144         | 146         |
| 2011.       | 89          |             |

| Етнички састав према попису из 2002.‍ | Етнички састав према попису из 2002.‍ | Етнички састав према попису из 2002.‍ | Етнички састав према попису из 2002.‍ | Етнички састав према попису из 2002.‍ |
| ------------------------------------ | ------------------------------------ | ------------------------------------ | ------------------------------------ | ------------------------------------ |
|                                      |                                      |                                      |                                      |                                      |
| Срби                                 | Срби                                 |                                      | 144                                  | 100,0%                               |
| непознато                            | непознато                            |                                      | 0                                    | 0,0%                                 |

| Година пописа     | 1948. | 1953. | 1961. | 1971. | 1981. | 1991. | 2002. |
| ----------------- | ----- | ----- | ----- | ----- | ----- | ----- | ----- |
| Број домаћинстава | 99    | 109   | 111   | 110   | 101   | 86    | 66    |

| Број чланова      | 1  | 2  | 3 | 4 | 5 | 6 | 7 | 8 | 9 | 10 и више | Просек |
| ----------------- | -- | -- | - | - | - | - | - | - | - | --------- | ------ |
| Број домаћинстава | 25 | 25 | 4 | 5 | 5 | 2 | 0 | 0 | 0 | 0         | 2,18   |

| Пол    | Укупно | Неожењен/Неудата | Ожењен/Удата | Удовац/Удовица | Разведен/Разведена | Непознато |
| ------ | ------ | ---------------- | ------------ | -------------- | ------------------ | --------- |
| Мушки  | 64     | 16               | 42           | 6              | 0                  | 0         |
| Женски | 71     | 4                | 42           | 23             | 2                  | 0         |
| УКУПНО | 135    | 20               | 84           | 29             | 2                  | 0         |

| Пол    | Укупно                    | Пољопривреда, лов и шумарство | Рибарство                            | Вађење руде и камена | Прерађивачка индустрија       |
| ------ | ------------------------- | ----------------------------- | ------------------------------------ | -------------------- | ----------------------------- |
| Мушки  | 21                        | 11                            | 0                                    | 0                    | 1                             |
| Женски | 12                        | 9                             | 0                                    | 0                    | 3                             |
| УКУПНО | 33                        | 20                            | 0                                    | 0                    | 4                             |
| Пол    | Производња и снабдевање   | Грађевинарство                | Трговина                             | Хотели и ресторани   | Саобраћај, складиштење и везе |
| Мушки  | 1                         | 2                             | 3                                    | 0                    | 1                             |
| Женски | 0                         | 0                             | 0                                    | 0                    | 0                             |
| УКУПНО | 1                         | 2                             | 3                                    | 0                    | 1                             |
| Пол    | Финансијско посредовање   | Некретнине                    | Државна управа и одбрана             | Образовање           | Здравствени и социјални рад   |
| Мушки  | 0                         | 0                             | 1                                    | 1                    | 0                             |
| Женски | 0                         | 0                             | 0                                    | 0                    | 0                             |
| УКУПНО | 0                         | 0                             | 1                                    | 1                    | 0                             |
| Пол    | Остале услужне активности | Приватна домаћинства          | Екстериторијалне организације и тела | Непознато            | Непознато                     |
| Мушки  | 0                         | 0                             | 0                                    | 0                    | 0                             |
| Женски | 0                         | 0                             | 0                                    | 0                    | 0                             |
| УКУПНО | 0                         | 0                             | 0                                    | 0                    | 0                             |